# Brănești, Ilfov
Brănești (în bulgară Брънещ, transliterat: Brăneșt) este satul de reședință al comunei cu același nume din județul Ilfov, Muntenia, România. Localitatea se află în partea de vest a comunei, pe malul stâng al râului Pasărea. Denumirea provine de la braniște (un termen ce înseamnă mic câmp în mijlocul pădurii). Marele Dicționar Geografic al Romîniei din 1898 consemnează localitatea în plasa Dâmbovița din județul Ilfov, cu 1191 de locuitori, majoritar bulgari, reședință a comunei formată pe atunci doar din acest sat și din Vadu Anei. La acea vreme, în sat funcționa începând cu 1879 o școală cu 58 de elevi (din care 50 băieți), și o pepinieră unde făceau practică elevii școlii de silvicultură din București.
Localitatea este străbătută de DN3, care o leagă de București, și are o haltă pe calea ferată București–Constanța.

## Legături externe
Materiale media legate de Brănești la Wikimedia Commons
 Acest articol despre o localitate din județul Ilfov este deocamdată un ciot. Puteți ajuta Wikipedia prin completarea lui.